# Maria Louise van Oostenrijk-Este
Maria Louise Beatrix van Oostenrijk-Este (Monza, 14 december 1787 — Verona, 7 april 1816) was van 1808 tot aan haar dood keizerin van Oostenrijk, koningin van Hongarije en koningin van Bohemen. Ze behoorde tot het huis Habsburg.

## Levensloop
Maria Louise was de jongste dochter van aartshertog Ferdinand van Oostenrijk, gouverneur van Milaan, uit diens huwelijk met Maria Beatrice d'Este, dochter van Ercole III d'Este, hertog van Modena en Reggio. Ze bracht haar jeugd door in Monza, tot haar familie in 1796 naar Oostenrijk moest vluchten voor de oprukkende Franse troepen aangevoerd door Napoleon Bonaparte. Ze hield hier een levenslange haat voor Napoleon aan over.
In 1807 werd haar neef, keizer Frans I van Oostenrijk voor de tweede keer weduwnaar. Om zijn zinnen te verzetten bracht hij een bezoek aan Maria Louises moeder. Hij ontmoette er ook Maria Louise en werd verliefd op de negentienjarige prinses. Er ontstond een hechte relatie tussen Frans I en Maria Louise en op 6 januari 1808 traden ze in het huwelijk, waardoor Maria Louise keizerin van Oostenrijk en koningin van Hongarije en Bohemen werd. Het echtpaar kreeg geen kinderen.
Aan het Oostenrijkse hof toonde ze zich een grote vijand van de Franse keizer Napoleon en ijverde ze voor oorlog met Frankrijk. Maria Louise was dan ook een tegenstandster van het Fransgezinde beleid van minister van Buitenlandse Zaken Klemens von Metternich en verzette zich in 1810 hevig tegen het huwelijk van Napoleon met haar stiefdochter Marie Louise van Oostenrijk. De Fransen hadden omwille van haar politieke standpunten tegen het huwelijk van Frans I met Maria Louise van Oostenrijk-Este geprotesteerd. Ze had aanzienlijke invloed op haar echtgenoot en haar talent om te regeren verbaasde verschillende hoogwaardigheidsbekleders. Maria Louise was immens populair bij haar onderdanen, die haar met haar voorgangster Maria Theresia van Bourbon-Sicilië vergeleken, en maakte samen met haar schoonbroer, aartshertog Johan, het idee van een oorlog met Frankrijk zeer populair bij het volk. Tijdens haar kroning als koningin van Hongarije maakte ze zodanig veel indruk op de Hongaren, dat ze bereid waren om indien nodig financiële en militaire steun aan de Oostenrijkse monarchie te verlenen. Haar echtgenoot en diens broer Karel van Oostenrijk-Teschen, die als opperbevelhebber een enorme controle over het leger had, aarzelden echter om Frankrijk de oorlog te verklaren. Enkel de opeenvolgende Franse nederlagen in de Spaanse Onafhankelijkheidsoorlog zorgden ervoor dat Maria Louise en haar aanhangers alsnog hun doel bereikten.
Metternich toonde haar privécorrespondentie met haar familieleden aan keizer Frans I, in de ijdele hoop om haar in diskrediet te brengen. Ze was conservatief in haar opvattingen, wantrouwig tegenover revoluties, patriottisch tegenover haar nieuwe moederland en zeer geschokt door de gruweldaden die het Franse leger pleegde tijdens de Spaanse Onafhankelijkheidsoorlog. In 1812 was ze zeer tegen haar zin aanwezig op een banket met Duitse vorsten dat Napoleon organiseerde om zijn veldtocht naar Rusland te vieren. In 1808 werd in de Hongaarse stad Pest de Ludovika-academie opgericht, die naar haar werd vernoemd.
Vanaf 1808 begon de gezondheid van Maria Louise te verslechteren. Na de definitieve nederlaag van Napoleon nam ze in 1815 deel aan het Congres van Wenen. Na afloop daarvan reisde ze met haar echtgenoot naar haar geboortestreek, waar Frans I aan het hoofd was gekomen van het pas opgerichte koninkrijk Lombardije-Venetië. In april 1816 overleed ze in Verona aan tuberculose, amper 28 jaar oud. Maria Louise werd bijgezet in de Kapuzinergruft in Wenen.